# مراقبه (فیلم ۱۹۵۸)
مراقبه (به هندی: Sadhna) فیلمی محصول سال ۱۹۵۸ و به کارگردانی بالدو راج چوپرا است. در این فیلم بازیگرانی همچون ویجینتی مالا، سونیل دات، لیلا چیتنیس و منموهان کریشنا ایفای نقش کرده‌اند.